# Besi Lima
Der Besi Lima ist ein Speer aus Indonesien.

## Beschreibung
Der Besi Lima hat einen Klingenkopf, der aus fünf Einzelklingen besteht. Die Klingen sind oft flammenförmig (geflammt) oder bauchig gestaltet und quadratisch um die mittlere Klinge angeordnet. Die mittlere Klinge ist wesentlich länger und stabiler gearbeitet als die vier Außenklingen. Der Klingenkopf wird mit der Hilfe einer Tülle am Schaft befestigt. Die Klingen und die Tülle können einfach gearbeitet, aber auch mit Goldeinlagen (indisch. Koftgari) verziert sein. Es gibt verschiedene Versionen.